# Sakda Fai-in
Sakda Fai-in (thailändisch ศักดา ฝ่ายอินทร์, * 17. April 1991 in Sakon Nakhon) ist ein thailändischer Fußballspieler.

## Karriere

### Verein
Sakda Fai-in erlernte das Fußballspielen in der Jugendmannschaft von Osotspa M-150 Saraburi FC in Saraburi. Hier unterschrieb er 2010 auch seinen ersten Profivertrag. Während seiner Zeit nannte sich der Verein mehrmals um; 2015 in Osotspa M-150 Samut Prakan FC und 2016 in Super Power Samut Prakan FC. Für den Club spielte er bis 2016 42 Mal in der ersten Liga, der Thai Premier League. In der Saison 2015 wurde er an den Ligakonkurrenten Sisaket FC nach Sisaket ausgeliehen. 2017 verließ er den Club und schloss sich dem Erstligisten Navy FC aus Sattahip an. Nach fünf Spielen in der ersten Liga wechselte er Mitte 2017 zu Muangthong United. Muangthong verlieh ihn umgehend an den in Bangkok beheimateten Zweitligisten Bangkok FC. Mit Bangkok stieg er am Ende der Saison in die dritte Liga ab. 2018 unterschrieb er einen Vertrag beim Zweitligisten Trat FC in Trat. Mit dem Club wurde er am Ende der Saison 2018 Vizemeister und stieg somit in die erste Liga, der Thai League, auf. Sukhothai FC, ein Erstligist aus Sukhothai, nahm ihn 2019 unter Vertrag. Hier kam er nicht zum Einsatz. Mitte 2019 schloss er sich dem Zweitligisten MOF Customs United FC aus Bangkok an. Für die Customs absolvierte er in der Rückrunde neun Zweitligaspiele. 2020 nahm ihn Ligakonkurrent Kasetsart FC, ein Verein, der ebenfalls in der Hauptstadt beheimatet ist, unter Vertrag. Für Kasetsart bestritt er ein Zweitligaspiel. Im Juli 2020 wechselte er wieder in die erste Liga. Hier schloss er sich dem Erstligaaufsteiger Rayong FC an. Für den Klub aus Rayong kam er in der ersten Liga nicht zum Einsatz. Im Januar 2021 wechseklste er in die Thai League 3dritte Liga. Hier schloss er sich bis Saisonende 2021/22 dem Chainat United FC an. Mit dem Verein aus Chai NatChainat spielte er in der Western Region der Liga. Die Saison 2021/22 spielte er für den in der Bangkok Metropolitan Region spielenden Grakcu Sai Mai United FC. Am Ende der Saison musste er mit dem Bangkokver Verein aus der dritten Liga absteigen. Nach dem Abstieg verließ er den Verein und schloss sich im Sommer 2023 dem Drittligisten Kanjanapat FC an. Mit dem Verein spielt er in der Western Region der Liga.

### Nationalmannschaft
Von 2009 bis 2010 spielte Sakda Fai-in achtmal in der thailändischen U-19-Nationalmannschaft. Mit dem Team gewann er 2013 den BIDC Cup in Kambodscha.

## Erfolge

### Verein
Sisaket FC
- 2015 – Thai League Cup – Finalist

Trat FC
- 2018 – Thai League 2 – Vizemeister  ▲

### Nationalmannschaft
Thailand U19
- 2013 – BIDC Cup (Cambodia) – Sieger